# Museo della Società degli antiquari di Normandia
Il Museo della Società degli antiquari di Normandia è stato un museo della città di Caen (dipartimento del Calvados nella regione della Bassa Normandia) che venne sistemato nel 1854 in una parte del tardo cinquecentesco palazzo del Collège du Mont per ospitare le collezioni archeologiche della Società degli antiquari di Normandia. Rimase aperto al pubblico tra il 1860 e il 1944 e in seguito le sue collezioni sono state depositate presso il Museo di Normandia, sempre a Caen.

## Storia
La Società degli antiquari di Normandia, fondata nel 1824 aveva raccolto diversi pezzi archeologici, inizialmente esposti nel settecentesco palazzo del Pavillon des sociétés savantes. A partire dal 1843 si iniziò a pensare all'apertura di un vero e proprio museo, la cui sede fu originariamente prevista nel trecentesco palazzo ducale dell'Abbazia degli uomini o nella chiesa di Saint-Étienne-le-Vieux, che venne chiusa al culto nel 1844.
Le collezioni nel frattempo si accrebbero in seguito ad una donazione da parte di Pierre-Aimé Lair nel 1853 e per l'inserimento dei manufatti provenienti dagli scavi di Vieux-la-Romaine e di Jort nel 1854.
La commissione incaricata di studiare seriamente il progetto di un nuovo museo individua come sede la chiesa di Saint-Gilles. Nel 1854 infine il prefetto Tonnet cedette alla Società una parte del College du Mont, occupata dagli uffici della prefettura prima del loro trasferimento nella nuova sede del palazzo della prefettura del Calvados, terminato nel 1851.

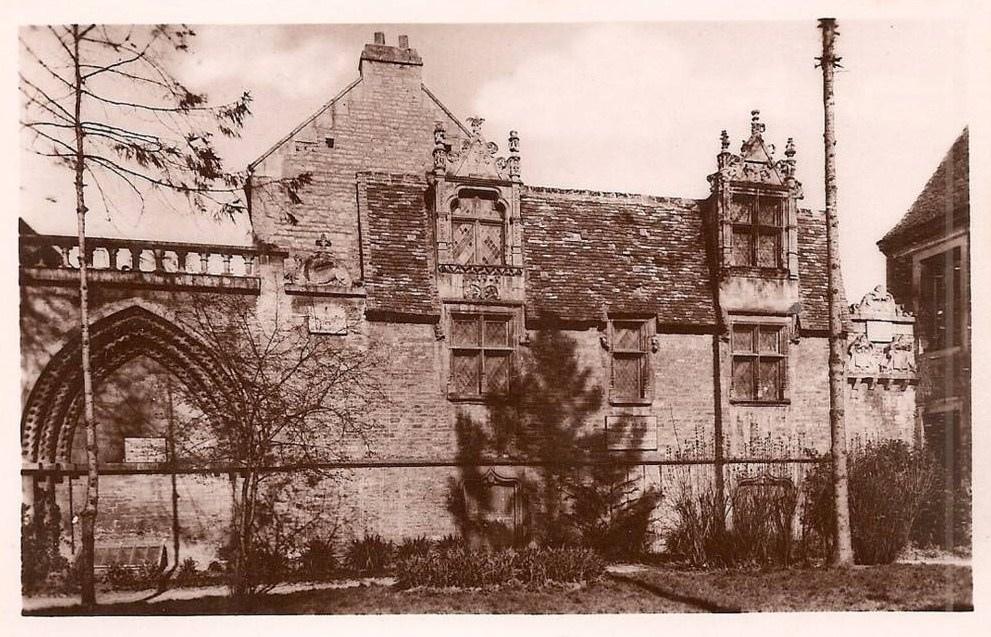
Le ricostruzioni della facciata cinquecentesca e del portico duecentesco nel cortile del museo

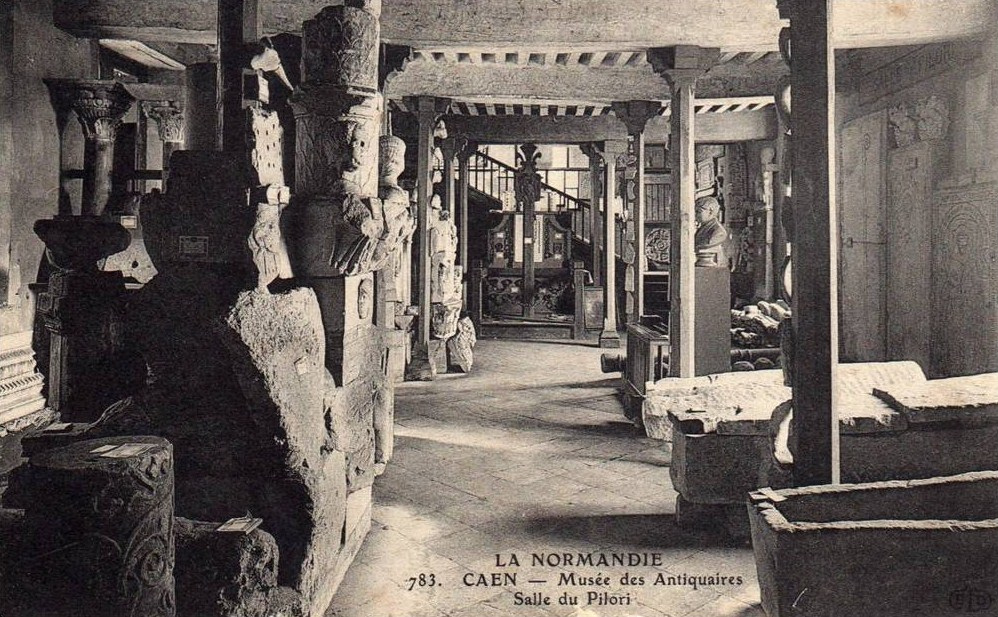
La sala della gogna

Le collezioni furono trasferite nella nuova sede tra il 1854 e il 1855. Nel 1855 venne inserito in una delle sale al piano terra un caminetto del 1568 proveniente da un edificio di via Saint-Jean e nel 1857 la facciata di una casa cinquecentesca dell'allora via dei Cappuccini venne rimontata nel cortile e accanto venne rimontato il portico duecentesco dell'ospedale dell'Hôtel-Dieu de Caen che era stato demolito negli anni 1830. Il nuovo museo aprì al pubblico nel 1860.
Agli inizi del XX secolo vi confluì la collezione di calchi di sculture gallo-romane e medievali proveniente dal museo della Société française d'archéologie, che era stato aperto nel 1855 nella cappella dei Gesuiti del College du Mont, al primo piano, e nel 1926 vi furono aggiunti i frammenti architettonici che erano stati collocati nella chiesa di Saint-Étienne-le-Vieux. In seguito a questi depositi il museo appariva allo scoppio della seconda guerra mondiale molto più ingombro di quanto compare nelle cartoline postali degli inizi del Novecento.
Il museo era costituito da quattro sale su due livelli: al piano terra le due stanze, dette "della gogna" e "del caminetto", che ospitavano la collezione lapidaria, al piano superiore la stanza detta "del treppiede" per la collezione archeologica e la sala delle sedute, che ospitò fino al 1914 anche la biblioteca della Società degli antiquari.
Il museo fu danneggiato durante la battaglia di Caen seguita allo sbarco in Normandia nel 1944, rimanendo privo di porte e finestre per sei mesi e subendo per questo motivo numerosi furti; successivamente venne murato e gli ambienti furono rimessi in sicurezza tra il 1949 e il 1951 senza però riaprire il museo al pubblico. Alle collezioni si aggiunsero i frammenti architettonici recuperati dagli edifici distrutti dai bombardamenti. Nella ricostruzione della città il prolungamento di una strada (rue de Bras) attraverso l'antico cortile comportò lo smontaggio della facciata della casa cinquecentesca che vi era stata rimontata, che fu in seguito rimontata sulla piazza Pierre-Bouchard, ma con danni agli abbaini. Il portico duecentesco venne invece rimontato sulla facciata del museo.
Nel 1963 le collezioni furono spostate nella duecentesca collegiale del Saint-Sépulcre, mentre il caminetto del 1568 venne rimontato in una sala del palazzo d'Escorville. Nel 1983 le collezioni vennero depositate presso il Museo di Normandia e in parte esposte presso il Museo archeologico a Vieux-la-Romaine.

## Conservatori del museo
- Charles Gervais (1845-1878)
- Lavalley-Duperroux (1878-1885)
- Charles Ruault du Plessis (1885-1887)
- Fernand Huard (1887-1930)
- Louis Gosselin (dal 1930)